# Karl Popper
Karl Raimund Popper, född 28 juli 1902 i Wien, död 17 september 1994 i London, var en österrikiskfödd brittisk filosof, vetenskapsteoretiker och politisk teoretiker. År 1928 doktorerade Karl Popper i psykologi och fick sedermera ämneskompetens i matematik och fysik. Popper var en av de mest inflytelserika vetenskapsfilosoferna under 1900-talet, tillsammans med bland andra Thomas Samuel Kuhn och Imre Lakatos. Han underströk falsifierbarhet som grunden för vetenskaplig verksamhet. I sina politiskt-filosofiska böcker Det öppna samhället och dess fiender levererade han stark kritik mot all form av auktoritarism. Han vänder sig särskilt mot Platon, Hegel och Marx.

## Biografi
Popper föddes som son till en advokat med judiskt ursprung i Österrike.
I tonåren var Popper marxist, men senare blev han kritiskt inställd till denna ideologi.
Som filosof var han ursprungligen verksam i Tyskland, med specialiteten vetenskapsteori. Efter Anschluss emigrerade han till Nya Zeeland och senare till Storbritannien. Bland hans många elever kan nämnas George Soros, som även skrivit om sin lärare.
Popper adlades år 1965 för sina vetenskapliga insatser.

## Vetenskapsfilosofi
Poppers grundinställning inom vetenskapsteorin var vederläggandet av det vetenskapliga värdet av metodologisk induktion. Popper uppställde som grundkrav för att något skall kunna betraktas som vetenskapligt, att ifrågavarande vetenskapliga rön skall kunna vara falsifierbart. Med det menar han att man i en teori skall kunna formulera bassatser och om de motbevisas är teorin falsifierad. Enligt Poppers mening kan ingenting fullt ut bevisas, däremot kan någonting fullt ut motbevisas: en motinstans kan motbevisa en lag, en instans kan däremot aldrig bevisa en lag. Vetenskapsmannen skall därför uppställa en hypotes, som sedan (genom trial-and-error) utvecklas till en laghypotes, om den inte kan falsifieras. Falsifierbarheten utgjorde Poppers demarkationskriterium, det som skilde vetenskap från metafysik.
Popper var i grunden rationalist, vilket innebär att han delade synen om att det mänskliga förnuftet och logiken är de instrument som behövs för att lösa ett problem och på så sätt erhålla kunskap. På samma gång var han dock kritisk mot den här uppfattningen och har av den orsaken kategoriserats som kritisk rationalist. I sin kritik av den logiska positivismens tilltro till verifikationskriteriet, utvecklade Popper den metod som kallas den hypotetisk-deduktiva. Poppers grundtanke är att vad som skiljer vetenskapliga teorier från icke-vetenskapliga är att de vetenskapliga skall kunna falsifieras, det vill säga teorierna skall kunna säga vad som inte får ske om teorierna skall vara sanna. En vetenskaplig lagbundenhet kan aldrig verifieras med aldrig så många positiva iakttagelser. Ett enkelt exempel:
En teori säger att alla korpar är svarta. Enligt den induktiva teorin är denna teori härledd ur många iakttagelser av svarta korpar. Den verifieras varje gång en svart korp dyker upp. Den falsifieras så fort en enda icke-svart korp påträffas.
Följaktligen är falsifieringkriteriet det avgörande eftersom aldrig så många verifieringar inte utesluter att en falsifiering kan ske. Kravet på en vetenskaplig teori är alltså att den skall kunna säga vad som inte får ske om teorin skall vara sann. Popper menar att exempelvis Freuds psykoanalytiska teorier inte klarar detta krav på falsifierbarhet. Teorierna innehåller så många hjälpteorier att de är omöjliga att falsifiera.
Han kritiserar också den induktiva synen på hur vetenskapliga teorier kommer till. Den menar att en teori uppstår på följande sätt: observation ⇒ induktion ⇒ hypotes.

I stället tänker sig Popper följande modell: problem ⇒ hypotes ⇒ tester ⇒ falsifieringar ⇒ ny hypotes ⇒ tester ⇒ falsifieringar.

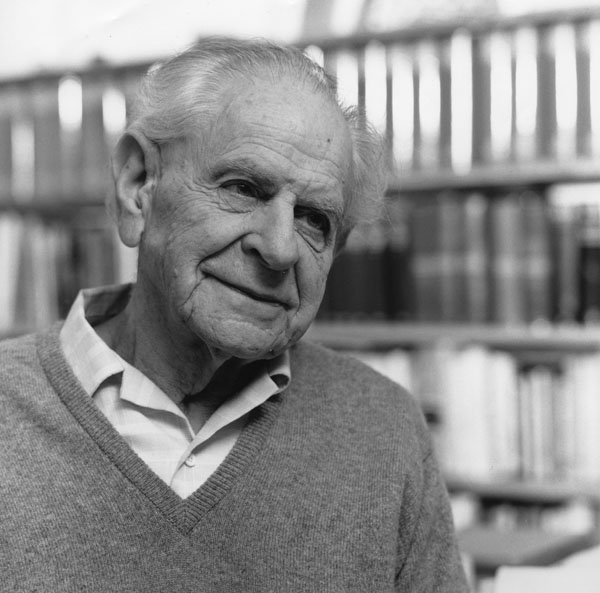
Karl Popper år 1990.

Popper tänker sig alltså en process inte olik den hermeneutiska spiralen. De lyckade teorierna förmår således förutsäga vad som kan falsifiera dem och motstår länge denna falsifiering. En sådan lyckad teori är Einsteins relativitetsteori. Om denna skriver Popper:
Einsteins gravitationsteori hade lett till resultatet att ljuset måste dras till tunga kroppar (som till exempel solen), precis som materiella kroppar attraheras. Som en konsekvens av detta kunde man räkna ut att ljuset från en avlägsen fixstjärna, vars skenbara position låg nära solen, skulle nå jorden från en sådan riktning att stjärnan skulle tyckas vara något förskjuten från solen. Eller med andra ord att stjärnor som ligger nära solen skulle se ut som om de hade rört sig lite bort från solen och från varandra. Detta kunde man normalt inte observera eftersom sådana stjärnor blir osynliga på dagen på grund av solens överväldigande ljusstyrka. Men under solförmörkelser är det möjligt att fotografera dem. Om samma konstellation fotograferas på natten kan man mäta avstånden på de två fotografierna och kontrollera den förutsagda effekten. Det imponerande i detta fall är den risk som ligger i sådana förutsägelser. Om observationer visar att den förutsagda effekten definitivt inte föreligger, är teorin helt enkelt motbevisad. Teorin är oförenlig med vissa möjliga observationsresultat – ja, med resultat som var och en före Einstein skulle ha förväntat sig.

## Samhällsfilosofi
Popper tillämpade sin filosofi på samhället och menade att allt måste vara öppet för diskussion. Han skapade den nuvarande formen av begreppet öppet samhälle, en slags liberal demokrati.
Enligt Popper borde staten undvika att bestämma i stor skala och bara med små medel försöka lösa problem som orsakar människors lidande. Han förespråkade att låta människor leva efter eget tycke och försöka finna sin lycka på sitt eget sätt.
År 1947 grundade Popper, tillsammans med de nära vännerna Friedrich Hayek, Milton Friedman, Ludwig von Mises och andra, gruppen Mont Pelerin Society för att försvara klassisk liberalism i det öppna samhällets anda.

## Utmärkelser

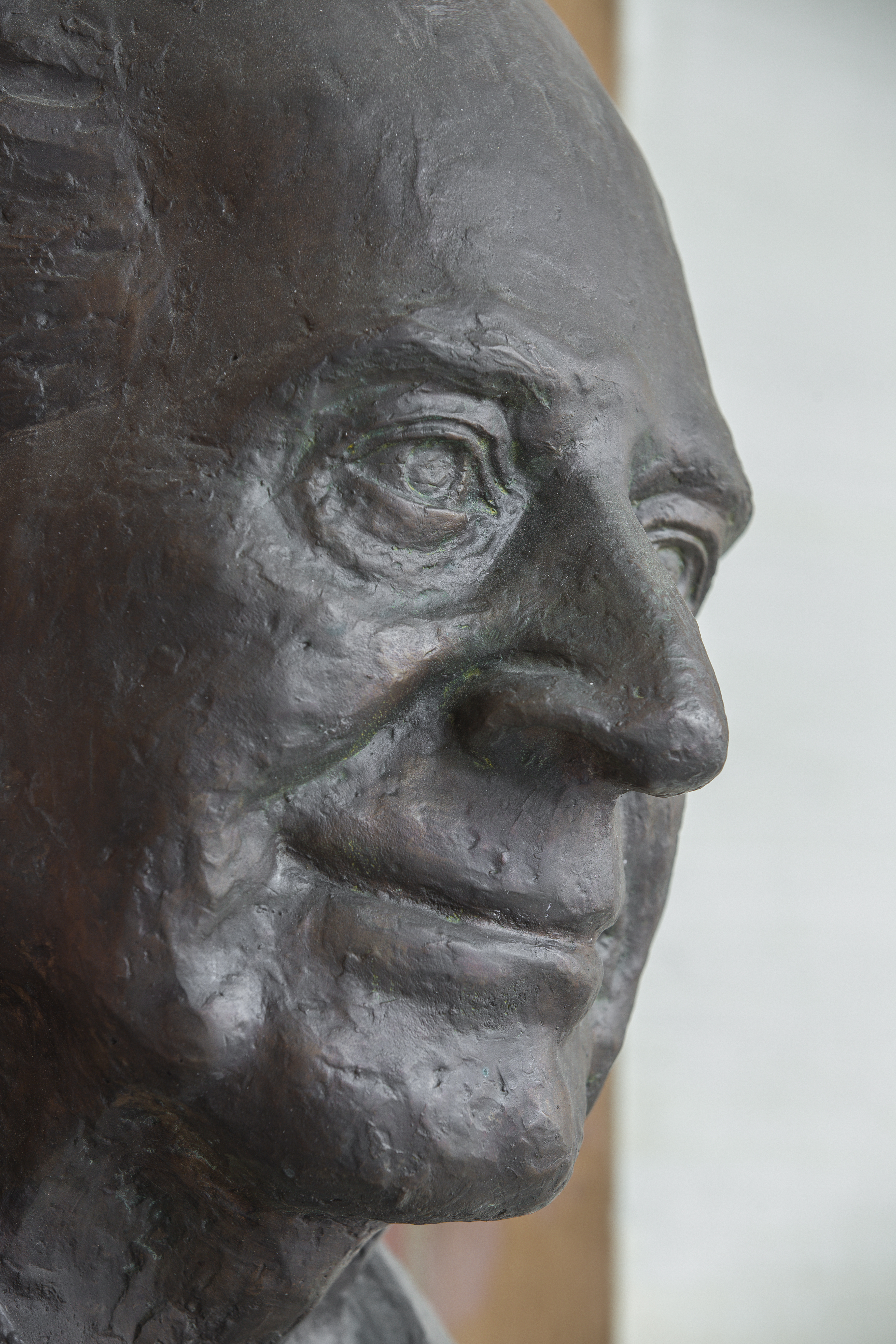
Byst av Popper i Wiens universitet.

- Honorary Fellow of the Royal Society Te Apārangi[22]
- Honorary doctor of the University of Canterbury,  1973[23]
- Sonningpriset,  1973[7]
- Hedersdoktor vid Wiens universitet,  1977[24]
- Pour le Mérite för vetenskap och konst,  1980[25]
- Österrikes hederskors för vetenskap och konst,  1980
- Dr.-Leopold-Lucas-Preis,  1981[26]
- Companion of Honour,  1982[27]
- Alexis de Tocqueville-priset,  1984[27]
- Kataloniens internationella pris,  1989[28]
- Hedersdoktor vid Universidad Complutense,  1991[29]
- Kyotopriset i konst och filosofi,  1992[30]
- Goethemedaljen,  1992[31]
- Otto Hahns Fredsmedalj,  1993[32]
- Prix Montyon,  2003
- Wiens hedersring
- unknown value
- Ledamot av British Academy
- Hedersdoktor vid det katolska universitetet i Eichstätt-Ingolstadt
- Knight Bachelor
- Förbundsrepubliken Tysklands förtjänstorden – stora kommendörskorset med stjärna och axelrem
- Stora gyllene hedersmedaljen av Österrikiska republikens förtjänstorden
- Hedersdoktor vid Salzburgs universitet

[Redigera Wikidata]

## Fortsatt läsning
- Lube, Manfred. Karl R. Popper. Bibliographie 1925–2004. Wissenschaftstheorie, Sozialphilosophie, Logik, Wahrscheinlichkeitstheorie, Naturwissenschaften. Frankfurt/Main etc.: Peter Lang, 2005. 576 pp. (Schriftenreihe der Karl Popper Foundation Klagenfurt.3.) (Current edition)
- Gattei, Stefano. Karl Popper's Philosophy of Science. 2009.
- Miller, David. Critical Rationalism: A Restatement and Defence. 1994.
- David Miller (ed.). Popper Selections.
- Watkins, John W. N. Science and Scepticism. Preface & Contents. Princeton 1984 (Princeton University Press). ISBN 978-0091580100
- Jarvie, Ian Charles, Karl Milford, David W. Miller, ed. (2006). Karl Popper: A Centenary Assessment. Aldershot, Hants, England; Burlington, VT: Ashgate.

Volume I: Life and Times, and Values in a World of Facts. Description & Contents.
Volume II: Metaphysics and Epistemology Description & Contents.
Volume III: Science. Description & Contents.
- Bailey, Richard, Education in the Open Society: Karl Popper and Schooling. Aldershot, UK: Ashgate 2000. The only book-length examination of Popper's relevance to education.
- Bartley, William Warren III. Unfathomed Knowledge, Unmeasured Wealth. La Salle, IL: Open Court Press 1990. A look at Popper and his influence by one of his students.
- Berkson, William K., and Wettersten, John. Learning from Error: Karl Popper's Psychology of Learning. La Salle, IL: Open Court 1984
- Edmonds, D., Eidinow, J. Wittgenstein's Poker. New York: Ecco 2001. A review of the origin of the conflict between Popper and Ludwig Wittgenstein, focused on events leading up to their volatile first encounter at 1946 Cambridge meeting.
- Feyerabend, Paul Against Method. London: New Left Books, 1975. A polemical, iconoclastic book by a former colleague of Popper's. Vigorously critical of Popper's rationalist view of science.
- Hacohen, M. Karl Popper: The Formative Years, 1902–1945. Cambridge: Cambridge University Press, 2000.
- Hickey, J. Thomas. History of the Twentieth-Century Philosophy of Science Book V, Karl Popper And Falsificationist Criticism. www.philsci.com . 1995
- Jones, Daniel Stedman. Masters of the Universe: Hayek, Friedman, and the Birth of Neoliberal Politics (2012) pp. 32–48. excerpt
- Kadvany, John Imre Lakatos and the Guises of Reason. Durham and London: Duke University Press, 2001. ISBN 0822326590. Explains how Imre Lakatos developed Popper's philosophy into a historicist and critical theory of scientific method.
- Keuth, Herbert. The Philosophy of Karl Popper. Cambridge: Cambridge University Press, 2004. An accurate scholarly overview of Popper's philosophy, ideal for students.
- Kuhn, Thomas S. The Structure of Scientific Revolutions. Chicago: University of Chicago Press, 1962. Central to contemporary philosophy of science is the debate between the followers of Kuhn and Popper on the nature of scientific enquiry. This is the book in which Kuhn's views received their classical statement.
- Lakatos, I & Musgrave, A (eds.) (1970), Criticism and the Growth of Knowledge, Cambridge (Cambridge University Press). ISBN 0521078261
- Levinson, Paul, ed. In Pursuit of Truth: Essays on the Philosophy of Karl Popper on the Occasion of his 80th Birthday. Atlantic Highlands, NJ: Humanities Press, 1982. ISBN 0391026097 A collection of essays on Popper's thought and legacy by a wide range of his followers. With forewords by Isaac Asimov and Helmut Schmidt. Includes an interview with Sir Ernst Gombrich.
- Magee, Bryan. Popper. London: Fontana, 1977. An elegant introductory text. Very readable, albeit rather uncritical of its subject, by a former Member of Parliament.
- Magee, Bryan. Confessions of a Philosopher, Weidenfeld and Nicolson, 1997. Magee's philosophical autobiography, with a chapter on his relations with Popper. More critical of Popper than in the previous reference.
- Maxwell, Nicholas, Karl Popper, Science and Enlightenment, London, UCL Press, 2017. An exposition and development of Popper's philosophy of science and social philosophy, available free online.
- Munz, Peter. Beyond Wittgenstein's Poker: New Light on Popper and Wittgenstein Aldershot, Hampshire, UK: Ashgate, 2004. ISBN 0754640167. Written by the only living student of both Wittgenstein and Popper, an eyewitness to the famous "poker" incident described above (Edmunds & Eidinow). Attempts to synthesize and reconcile the differences between these two philosophers.
- Niemann, Hans-Joachim. Lexikon des Kritischen Rationalismus, (Encyclopaedia of Critical Raionalism), Tübingen (Mohr Siebeck) 2004, ISBN 3161483952. More than a thousand headwords about critical rationalism, the most important arguments of K.R. Popper and H. Albert, quotations of the original wording. Edition for students in 2006, ISBN 3161491580.
- Notturno, Mark Amadeus. "Objectivity, Rationality, and the Third Realm: Justification and the Grounds of Psychologism". Boston: Martinus Nijhoff, 1985.
- Notturno, Mark Amadeus. On Popper. Wadsworth Philosophers Series. 2003. A very comprehensive book on Popper's philosophy by an accomplished Popperian.
- Notturno, Mark Amadeus. "Science and the Open Society". New York: CEU Press, 2000.
- O'Hear, Anthony. Karl Popper. London: Routledge, 1980. A critical account of Popper's thought, viewed from the perspective of contemporary analytic philosophy.
- Parusniková, Zuzana & Robert S. Cohen (2009). Rethinking Popper. Description and contents. Springer.
- Radnitzky, Gerard, Bartley, W. W. III eds. Evolutionary Epistemology, Rationality, and the Sociology of Knowledge. LaSalle, IL: Open Court Press 1987. ISBN 0812690397. A strong collection of essays by Popper, Campbell, Munz, Flew, et al., on Popper's epistemology and critical rationalism. Includes a particularly vigorous answer to Rorty's criticisms.
- Richmond, Sheldon. Aesthetic Criteria: Gombrich and the Philosophies of Science of Popper and Polanyi. Rodopi, Amsterdam/Atlanta, 1994, 152 pp. ISBN 905183618X.
- Rowbottom, Darrell P. Popper's Critical Rationalism: A Philosophical Investigation. London: Routledge, 2010. A research monograph on Popper's philosophy of science and epistemology. It critiques and develops critical rationalism in light of more recent advances in mainstream philosophy.
- Schilpp, Paul A., ed. The Philosophy of Karl Popper. Description and contents. Chicago, IL: Open Court Press, 1974. One of the better contributions to the Library of Living Philosophers series. Contains Popper's intellectual autobiography (v. I, pp. 2–184, also as a 1976 book), a comprehensive range of critical essays, and Popper's responses to them. ISBN 0875481418 (vol.I). ISBN 0875481426 (Vol II)
- Shearmur, Jeremy. The Political Thought of Karl Popper. London and New York: Routledge, 1996. Study of Popper's political thought by a former assistant of Popper's. Makes use of archive sources and studies the development of Popper's political thought and its inter-connections with his epistemology.
- Stokes, G. Popper: Philosophy, Politics and Scientific Method. Cambridge: Polity Press, 1998. A very comprehensive, balanced study, which focuses largely on the social and political side of Popper's thought.
- Stove, D.C., Popper and After: Four Modern Irrationalists. Oxford: Pergamon. 1982. A vigorous attack, especially on Popper's restricting himself to deductive logic.
- Thornton, Stephen. "Karl Popper," Stanford Encyclopedia of Philosophy, 2006.
- Weimer, W., Palermo, D., eds. Cognition and the Symbolic Processes. Hillsdale, NJ: Lawrence Erlbaum Associates. 1982. See Hayek's essay, "The Sensory Order after 25 Years", and "Discussion".
- Zippelius, Reinhold, Die experimentierende Methode im Recht, Akademie der Wissenschaften Mainz. Stuttgart: Franz Steiner, 1991, ISBN 3515059016